# Die Krupps
Die Krupps is een Duitse band, gevormd in 1980 door Jürgen Engler en Bernward Malaka in Düsseldorf.

## Bandleden
- Jürgen Engler – Zang
- Ralf Dörper – Synthesizer
- Marcel Zürcher – Gitaar
- Nils Finkeisen – Gitaar
- Paul Keller – Drums

## Historie
Het geluid van Die Krupps bestond in de jaren 80 uit synthesizers gecombineerd met percussie. In 1992 begon de band met de verschijning van hun album I ook gitaren en andere geluiden afkomstig uit de heavy metal te gebruiken. De band behield gedurende de jaren 90 dit geluid en bracht opvolgend het album II uit. Het experimentelere album III volgde in 1995. Na het uitbrengen in 1997 van Paradise Now met sterke metalinvloeden, viel de band uiteen.
Een van de beroemdste uitgaves is de ep Tribute to Metallica, waarop zij covers van Metallicanummers met synthesizers spelen.
Jürgen Engler kondigde enige tijd later de oprichting van een nieuw project DKay.com aan, en bracht 2 albums uit in 2000 en 2002.
Ralf Dörper voegde zich in 1982 bij de band Propaganda nadat hij Die Krupps verliet. In 1989 keerde hij echter weer terug bij deze band.
Die Krupps vierde haar 25-jarige bestaan met enkele optredens op Europese festivals en soloconcerten in 2005 en 2006.
De naam "Die Krupps" komt van een de gelijknamige Duitse industrie-familienaam Krupp. De band is actief antinazi en heeft deze naam waarschijnlijk gekozen door de rol die deze Krupps-familie tijdens de Tweede Wereldoorlog had.
In enkele interviews meent de band dat Visconti's film "The Damned" hun inspiratie voor deze naam was.

## Discografie

### Albums
- Stahlwerksymphony (1981)
- Volle Kraft Voraus! (1982)
- Entering the Arena (1985)
- I (album) (1992)
- II: The Final Option (1993)
- III: Odyssey of the Mind (1995)
- Paradise Now (1997)
- The Machinists Of Joy (2013)
- V - Metal Machine Music (2015)

### Singles en ep's
- Wahre Arbeit, Wahrer Lohn (1981)
- Goldfinger (1982)
- Machineries of Joy (1989)
- Germaniac (1990)
- Metal Machine Music (1992)
- The Power (1992)
- Tribute to Metallica (1992)
- Fatherland (1993)
- To the Hilt (1994)
- Crossfire (1994)
- Bloodsuckers (1994)
- Isolation (1995)
- Scent (1995)
- Remix Wars Strike 2: Die Krupps vs. Front Line Assembly (1996)
- Fire (1997)
- Rise Up (1997)
- Black Beauty White Heat (1997)
- Paradise now (1997)
- Wahre Arbeit, Wahrer Lohn (2005)

### Anthologieën
- Metall Maschinen Musik 91-81 Past Forward (1991)
- Rings of Steel (1995)
- Metalmorphosis of Die Krupps (1997)
- Foundation (1997)
- Onbekende titel (2007)